# Bubikon
Bubikon je obec v kantonu Curych ve Švýcarsku. Žije zde  obyvatel.

## Geografie
K obci Bubikon (od roku 1884) patří vesnice Bubikon a Wolfhausen, stejně jako osady Barenberg (východně od Wolfhausenu), Berlikon (jižně od Wolfhausenu), Bürg (severně od Wolfhausenu), Lanzacher (severozápadně od Bubikonu), Wändhüslen (severně od Bubikonu) a Widenswil (mezi Bubikonem a Wolfhausenem).
Území obce se nachází jako součást Curyšské vysočiny na rozvodí mezi řekou Glatt a Curyšským jezerem. Nejvyšším bodem na území obce je Hombergchropf (mezi Bubikonem a Bürgem) s nadmořskou výškou 568 m; nejnižším bodem je potok Schwarz, který opouští obec směrem na západ (do Rüti), s nadmořskou výškou 480 m. jsou součástí celostátně chráněné rekreační oblasti kolem jezera. Z rozlohy obce je 49,9 % využíváno zemědělsky, 15,5 % pokrývají lesy, 5,3 % slouží dopravě, 10,4 % tvoří sídelní plochy a 10,4 % vodní plochy.

## Historie

Letecký pohled (1922)

Některé místní názvy mají keltský původ (Mürg) a římský původ (Tafleten, Kammern, Zell). Majetková práva kláštera sv. Havla (St. Gallen) jsou v Bubikonu doložena od roku 744 (pod názvem Perolvinchova). Mezi lety 1194–1198 daroval Diethelm V. z Toggenburgu řádu johanitů svůj dvůr a kostel v Bubikonu. Řád zde poté založil komturii Bubikon, tzv. „Rytířský dům“. V roce 1483 upravila listina „Hausbrief von Bubikon“ vztahy lenních poddaných k rytířskému domu (např. soudnictví, poručnictví, majetkové a dědické právo, osoby mimo obecní společenství). Západní části obce zůstaly až do roku 1811 církevně příslušné k Dürntenu.

## Obyvatelstvo
| Vývoj počtu obyvatel | Vývoj počtu obyvatel | Vývoj počtu obyvatel | Vývoj počtu obyvatel | Vývoj počtu obyvatel | Vývoj počtu obyvatel | Vývoj počtu obyvatel | Vývoj počtu obyvatel | Vývoj počtu obyvatel |
| -------------------- | -------------------- | -------------------- | -------------------- | -------------------- | -------------------- | -------------------- | -------------------- | -------------------- |
| Rok                  | 1634                 | 1850                 | 1900                 | 1950                 | 1970                 | 2000                 | 2010                 |                      |
| Počet obyvatel       | 262                  | 1591                 | 1555                 | 2265                 | 3244                 | 5424                 | 6573                 |                      |

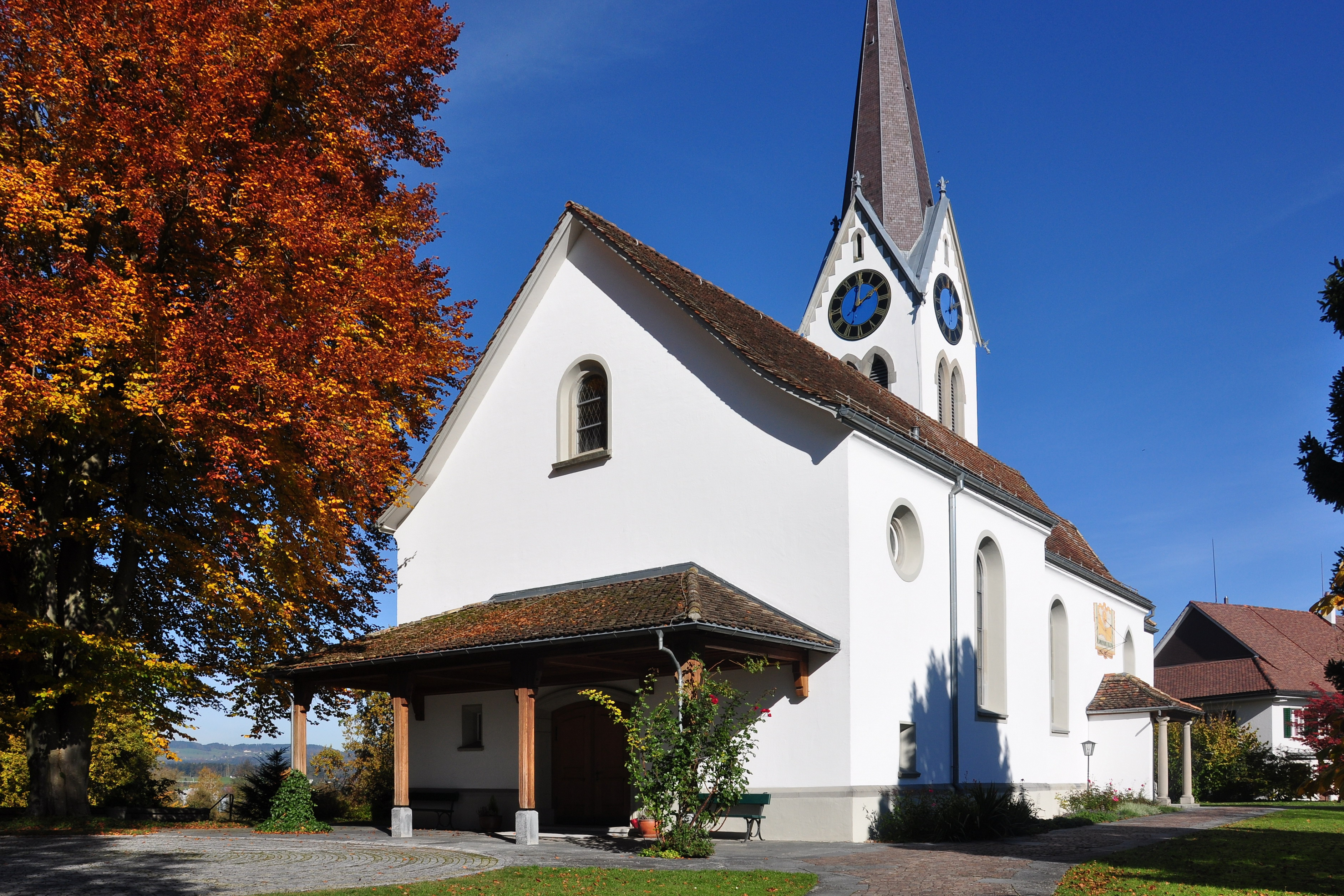
Reformovaný kostel

K 31. prosinci 2011 se 45 % obyvatel hlásilo k evangelické reformované církvi a 26,2 % k římskokatolické církvi.

## Hospodářství a doprava
Ve středověku se na malých statcích provozovalo především zemědělství, v 18. století se začalo více rozvíjet mlékařství (první sýrárna v roce 1786). Příjmy, zejména chudších rolníků, se v 18. a na počátku 19. století zlepšily díky tkalcovství bavlny v sklepeních domů typu „Flarz“. První přádelna bavlny, založená roku 1819, znamenala začátek industrializace. Následovaly další továrny na řadu nových produktů (1869 výroba papírových dutinek, 1876 šroubárna, 1889 plechové výrobky a zinkovna, 1912 převodovky, 1917 pračky). Vedle toho zůstalo zachováno silné řemeslnictví, provozované v domácnostech.
V roce 1836 byla postavena silnice Forchstrasse. Roku 1858 získal Bubikon napojení na trať Glatttalbahn dráhy Vereinigten Schweizerbahnen (od 1901 součást SBB), v roce 1901 na trať Uerikon-Bauma-Bahn (od roku 1948 nahrazena autobusovou dopravou), a v roce 1990 na síť curyšských vlakových linek S-Bahn (v rámci dopravního svazu Zürcher Verkehrsverbund). Roku 1945 byly obecní úřady centralizovány v obecním domě. Nedostatek stavebních pozemků vedl od roku 1980 k vysokým cenám půdy. Staré podniky byly uzavřeny (1974 přádelna, 1985 zinkovna, 1990 papírové dutinky, 1991 šroubárna). Nové továrny a řemeslné budovy byly částečně postaveny na obecních pozemcích formou nových stavebních povolení.